# Cookovy ostrovy

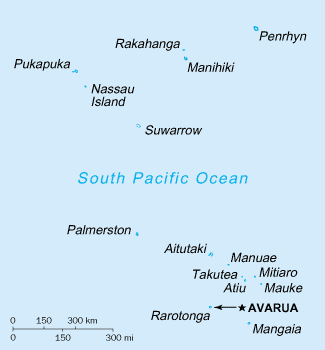
Mapa Cookových ostrovů

Cookovy ostrovy (anglicky Cook Islands, maorsky Kūki 'Āirani, v češtině také Mangaiské ostrovy či Herveyovy ostrovy) je svrchovaný stát volně přidružený k Novému Zélandu, který zodpovídá za jeho zahraniční politiku a obranu.
Leží na stejnojmenné skupině ostrovů v Tichém oceánu v oblasti měřící asi 1500 km ze severu na jih a 900 km ze západu na východ. Na severovýchodě sousedí se souostrovím Kiribati (asi 400 km), na východě leží Společenské ostrovy a souostroví Tufuai (300 až 500 km), obojí patřící pod Francouzskou Polynésii. Nejbližšími ostrovy na západě jsou Niue (asi 700 km), Tonga (asi 1100 km) a Samoa (asi 500 km). Ostrovy tvoří severní skupina (největších ostrovů je 7), má celkem 28 km čtverečních a jižní skupina – 212 km čtverečních (8 největších ostrovů).
Souhrnná plocha ostrovů je 240 km² a žije zde 21 000 obyvatel, z nichž většina jsou Maorové, kteří byli postupně, počínaje rokem 1823 obráceni evropskými misionáři na křesťanství. Hlavní město je Avarua a leží na ostrově Rarotonga.

## Historie
Cookovy ostrovy osídlili polynéští Maorové v 6. století. První evropský kontakt s Cookovými ostrovy je datován do roku 1595, kdy Španěl Alvaro de Mendaña de Neyra přistál na severním ostrově Pukapuka. V roce 1606 přistáli Španělé pod portugalskou vlajkou vedení kapitánem Pedrem Fernandezem de Quiros na ostrově Rakahanga. Britové přistáli poprvé v roce 1764 na ostrově Pukapuka a pojmenovali jej Danger Island, protože se jim nedařilo na něm přistát.
Mezi roky 1773 a 1779 byly jižní ostrovy souostroví Jamesem Cookem vícekrát navštíveny, přitom byla Rarotonga, hlavní ostrov souostroví, spatřena poprvé. Slavný kapitán William Bligh přistál s Bounty 1789 na Aitutaki. Přitom přivezl na ostrovy chlebovník. James Cook dal prvnímu ostrovu, na kterém přistál, Manuae, jméno Hervey Islands. Jméno Cookovy ostrovy dali ostrovům Rusové na počest Jamese Cooka. Poprvé se objevilo na ruských mapách.
V září/říjnu roku 1813 přistáli na Cookových ostrovech první evropští úředníci s lodí Endeavour. Potom, v roce 1814, přistála Cumberland s obchodníky z Nového Zélandu a Austrálie, kteří hledali santálové dřevo. Na Rarotonze nenašli žádné, ale vypukly spory mezi námořníky a ostrovany. Mnozí byli zabiti, mezi nimi také přítelkyně kapitána Ann Butchers. Byla snědena a její kosti byly vystaveny. Je to jediná známá evropská žena, která byla kanibaly na Cookových ostrovech zabita a snědena.
Zdejší polynéské království bylo roku 1888 Velkou Británií „vzato pod ochranu“ , tj. byl vyhlášen protektorát (jako federace Rarotongy, Penrhynu=Tongarevy, Aitutaki a Niue). A roku 1900 byly anektovány, přičemž v roce 1901 byly předány Novému Zélandu jako jeho dependence. Politicky jsou od roku 1965 samosprávným územím Nového Zélandu, který má na starosti obranu a zahraniční politiku. Status Cookových ostrovů je zvláštní. Cookovy ostrovy jsou samosprávné území volně přidružené k Novému Zélandu. Tento status byl Cookovými ostrovy zvolen v referendu, které bylo kontrolováno OSN a schváleno rezolucí 1514 (XV), jednomyslně přijatou Valným shromážděním OSN.
Cookovy ostrovy se spravují samy. Jejich zákony jsou na Novém Zélandu nezávislé. Zákonná a výkonná moc nemá žádná omezení od Nového Zélandu. Státní příslušnost Cookových ostrovů ale neexistuje, obyvatelé Cookových ostrovů jsou občané Nového Zélandu. 81 % obyv. jsou místní Maoři a přistěhovalci ze sousedních polynéských ostrovů. 16 % jsou míšenci, malou minoritou jsou běloši - Novozélanďané a Evropané. Většina obyv.(asi 70%) se hlásí k místní Křesťanské církvi Cookových ostrovů, další jsou římští katolíci.
Řada států s Cookovými ostrovy udržuje diplomatické styky jako s nezávislým státem (např. většina zemí západní a jižní Evropy, Indie, Čína a Austrálie). Česká republika navázala s Cookovými ostrovy diplomatické styky a uznala de iure jejich nezávislost 12. května 2008.
Na základě dohody z roku 1973 převzal Nový Zéland zahraniční zastoupení a obranu Cookových ostrovů. Dnes mají Cookovy ostrovy vlastní nezávislou zahraniční politiku.
Oficiálním platidlem je na Cookových ostrovech novozélandský dolar, jehož ISO 4217 kód je NZD. Kromě novozélandského dolaru je používán i dolar Cookových ostrovů, což je místní verze novozélandského dolaru, která je pevně navázána na mateřskou měnu a je platná pouze na ostrovech.

## Symboly
Cookovy ostrovy, závislé území Nového Zélandu, užívá vedle novozélandských symbolů i své vlastní.

### Vlajka
Vlajka Cookových ostrovů je tvořena britskou státní námořní vlajkou (Blue Ensign) o poměru stran 1:2, s kruhem patnácti bílých, pěticípých hvězd ve vlající části. Jeden z hrotů všech hvězd směřuje vždy ven z kruhu.

## Geografie
Cookovy ostrovy se dělí na jižní skupinu Rarotonga (hlavní ostrov), Aitutaki, Atiu, Mangaia, Manuae, Mauke, Mitiaro, Palmerston a Takutea a severní skupinu s ostrovy Manihiki, Nassau, Penrhyn (Tongareva), Pukapuka, Rakahanga a Suwarrow. Některé jsou velmi nízké, díky korálovým útesům velmi těžko přístupné ostrovy. Nejvyšším bodem je Te Manga 652 m. Ostatní jsou vysoké a porostlé hustou vegetací. Rostou na nich kokosové palmy a chlebovníky. Severní skupina ostrovů se skládá většinou z atolů.
| Skupina | Ostrov                 | Rozloha [km²] | Počet obyvatel [2011] |
| ------- | ---------------------- | ------------- | --------------------- |
| Severní | Penrhyn                | 10            | 213                   |
| Severní | Rakahanga              | 4             | 77                    |
| Severní | Manihiki               | 5             | 238                   |
| Severní | Pukapuka               | 1             | 451                   |
| Severní | Tema Reef (potopen)    | 0             | 0                     |
| Severní | Nassau                 | 1             | 73                    |
| Severní | Suwarrow               | 0             | 2                     |
| Jižní   | Palmerston             | 2             | 60                    |
| Jižní   | Aitutaki               | 18            | 1771                  |
| Jižní   | Manuae                 | 6             | 0                     |
| Jižní   | Takutea                | 1             | 0                     |
| Jižní   | Mitiaro                | 22            | 189                   |
| Jižní   | Atiu                   | 27            | 468                   |
| Jižní   | Mauke                  | 18            | 300                   |
| Jižní   | Winslow Reef (potopen) | 0             | 0                     |
| Jižní   | Rarotonga              | 67            | 10 572                |
| Jižní   | Mangaia                | 52            | 562                   |
| Total   | Total                  | 237           | 14 976                |

## Politika

Zahraniční vztahy Cookových ostrovů:
Cookovy ostrovy
Státy udržující diplomatické vztahy s Cookovými ostrovy
Diplomatické vztahy s Evropskou unií (členové EU neudržující vztahy individuálně)
Státy udržující konzulární vztahy s Cookovými ostrovy

Zdejší polynéské království bylo roku 1888 Velkou Británií „vzato pod ochranu“ , tj. byl vyhlášen protektorát (jako federace Rarotongy, Penrhynu=Tongarevy, Aitutaki a Niue). A roku 1900 byly anektovány, přičemž v roce 1901 byly předány Novému Zélandu jako jeho dependence. Politicky jsou od roku 1965 samosprávným územím Nového Zélandu, který má na starosti obranu a zahraniční politiku. Status Cookových ostrovů je zvláštní. Cookovy ostrovy jsou samosprávné území volně přidružené k Novému Zélandu. Tento status byl Cookovými ostrovy zvolen v referendu, které bylo kontrolováno OSN a schváleno rezolucí 1514 (XV), jednomyslně přijatou Valným shromážděním OSN.
Cookovy ostrovy se spravují samy. Jejich zákony jsou na Novém Zélandu nezávislé. Zákonná a výkonná moc nemá žádná omezení od Nového Zélandu. Státní příslušnost Cookových ostrovů ale neexistuje, obyvatelé Cookových ostrovů jsou občané Nového Zélandu. 81 % obyv. jsou místní Maoři a přistěhovalci ze sousedních polynéských ostrovů. 16 % jsou míšenci, malou minoritou jsou běloši - Novozélanďané a Evropané. Většina obyv.(asi 70%) se hlásí k místní Křesťanské církvi Cookových ostrovů, další jsou římští katolíci.
Řada států s Cookovými ostrovy udržuje diplomatické styky jako s nezávislým státem (např. většina zemí západní a jižní Evropy, Indie, Čína a Austrálie). Česká republika navázala s Cookovými ostrovy diplomatické styky a uznala de iure jejich nezávislost 12. května 2008.
Na základě dohody z roku 1973 převzal Nový Zéland zahraniční zastoupení a obranu Cookových ostrovů. Dnes mají Cookovy ostrovy vlastní nezávislou zahraniční politiku.
Oficiálním platidlem je na Cookových ostrovech novozélandský dolar, jehož ISO 4217 kód je NZD. Kromě novozélandského dolaru je používán i dolar Cookových ostrovů, což je místní verze novozélandského dolaru, která je pevně navázána na mateřskou měnu a je platná pouze na ostrovech.

## Hlavy státu
| Doba vlády | Jméno        | Dynastie       | Data      |
| ---------- | ------------ | -------------- | --------- |
| 1837–1901  | Viktorie     | Hannoverská    | 1819–1901 |
| 1901–1910  | Eduard VII.  | Sasko-koburská | 1841–1910 |
| 1910–1936  | Jiří V.      | Windsorská     | 1864–1936 |
| 1936       | Eduard VIII. | Windsorská     | 1894–1972 |
| 1936–1952  | Jiří VI.     | Windsorská     | 1895–1952 |
| 1952–2022  | Alžběta II.  | Windsorská     | 1926–2022 |
| od 2022    | Karel III.   | Windsorská     | od 1948   |

V Commonwealthu je přidruženým členem.

## Správní členění
Na všech obydlených vnějších ostrovech jsou ostrovní rady (zákon o místní vládě na vnějších ostrovech z roku 1987 s pozměňovacími návrhy do roku 2004 a zákon o místní správě ostrova Palmerston 1993) s výjimkou Nassau, který se řídí Pukapukou (Suwarrow, kde žije jediný správce, je řízený Pukapukou, není v tomto kontextu započítán s obydlenými ostrovy). Každá rada je vedena starostou.
|  |  | Aitutaki (včetně neobydleného Manuae) |
|  |  | Atiu (včetně neobydleného Takutea)    |
|  |  | Mangaia                               |
|  |  | Manihiki                              |
|  |  | Ma'uke                                |
|  |  | Mitiaro                               |
|  |  | Palmerston                            |
|  |  | Penrhyn                               |
|  |  | Pukapuka (včetně Nassau a Suwarrow)   |
|  |  | Rakahanga                             |

Tři Vaka rady Rarotongy zřízené v roce 1997 (Rarotonga Local Government Act 1997), jsou také vedené starosty, byly i přes velkou diskusi zrušeny v únoru 2008.
| Te-Au-O-Tonga | (ekvivalent Avarua, hlavního města Cookových ostrovů) |
| Puaikura      | Arorangi                                              |
| Takitumu      | Matavera, Ngatangiia, Takitumu                        |

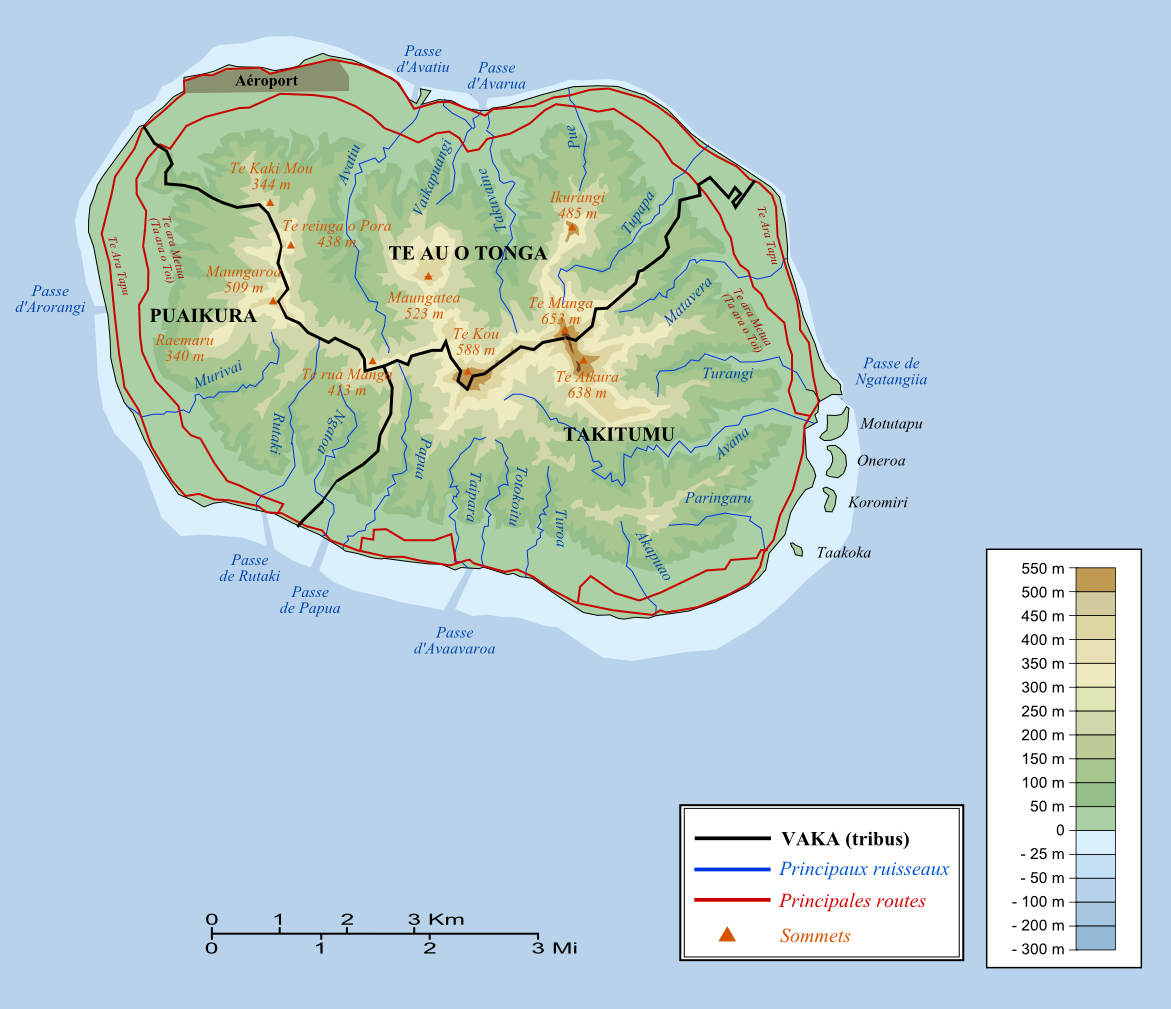
Obvod na Rataronga

Na nejnižší úrovni existují vesnické výbory. Nassau, který je řízen Pukapukou, má ostrovní výbor (Nassau Island Committee), který řídí Pukapuka ostrovní radu ve věcech týkajících se vlastního ostrova.